# 3-я церемония «Грэмми»
3-я церемония вручения премий «Грэмми» состоялась в 1961 году в городах Лос-Анджелес и Нью-Йорк по итогам прошлого 1960 музыкального года. Два участника церемонии (Боб Ньюхарт и Генри Манчини) получили по 3 награды.

## Основная категория
- Запись года
  - Перси Фейт за запись «Theme From A Summer Place»

- Альбом года
  - Боб Ньюхарт за альбом «The Button-Down Mind of Bob Newhart»

- Песня года
  - Эрнест Голд за песню «Theme of Exodus».

- Лучший новый исполнитель
  - Боб Ньюхарт

## Кантри

### Лучшее кантри- и вестерн-исполнение
- Марти Роббинс — «El Paso[англ.]»

## Поп

### Лучшее женское вокальное поп-исполнение
- Элла Фицджеральд — «Mack the Knife»

### Лучшее мужское вокальное поп-исполнение
- Рэй Чарльз — «Georgia on My Mind»

## Разговорный

### Best Comedy Performance — Spoken Word
- Bob Newhart за запись «The Button-Down Mind Strikes Back!»